# Club Ceutí Atlético
No debe confundirse con la Asociación Deportiva Ceutí Atlético (A.D. Ceutí Atlético), club de la ciudad española Ceutí de la Región de Murcia
El Club Ceutí Atlético fue un equipo de España de la ciudad autónoma de Ceuta que participó durante la temporada 1996-97 en el Grupo X de tercera división. Se fundó como equipo en 1995, se refundó en 1996 y terminó disolviéndose en 1997 tras la creación de la A.D. Ceuta.

## Historia
La S.D.U. África Ceutí es una sociedad con una tradición de formar a nuevos jugadores. Desde los años 80 posee un entramado de equipos que tienen cada uno de ellos un nombre distinto: S.D.U. África Ceutí los amateurs, C. Atlético Ceutí los juveniles y Angulo C.F. los infantiles menores.
Para la temporada 1995-96 deciden participar en Preferente de Ceuta con un equipo que irían reforzando con jugadores de la categoría juvenil. Para poder cumplir con las normas federativas vigentes, el nombre que tomó el conjunto fue el de Angulo Club de Fútbol (Angulo C.F.).
Sorprendentemente, y contra todo pronóstico, el equipo se proclama campeón de la competición. También venció en la eliminatoria norteafricana contra el campeón de Preferente de Melilla, la U.D. Melilla B, perdiendo 1-0 en el partido de ida y ganando 2-0 en el de vuelta, obteniendo de este modo el ascenso tercera división. Pero este último encuentro fue muy polémico, tangana incluida, por lo que se impugnó el resultado y se terminó dando como vencedor al equipo melillense.
El presidente, Francisco Galán "Paquirri", se vio superado por los acontecimientos y terminó cediendo el mando del club al empresario ceutí José Antonio Muñoz Serrano “Angelito”. Tras varias gestiones, este consigue el la Federación de Fútbol de Ceuta le ceda al equipo un campo de fútbol apto para jugar en Tercera, ayudas económicas de la Asamblea de Ceuta para promocionar la ciudad y, como colofón, terminó convenciendo a la R.F.E.F. para que incluya al equipo en esta división para la temporada 1996-97. Para que el conjunto llevase el nombre de su tierra de origen, modificó su denominación a la de Club Ceutí Atlético (C. Ceutí Atlético).
La plantilla se refuerza para esa campaña con la llegada de varios jugados que habían participado en primera como Ricardo Serna, Gabino Rodríguez o Julio Soler. El equipo terminó proclamándose campeón del grupo pero no obtuvo el ascenso a Segunda División B tras disputar la promoción de ascenso.
El nuevo presidente tenía la idea de crear un nuevo club con estructura profesional que le permitiese conseguir el ascenso a Segunda División B, ya que este seguía siendo amateur. Presentó unos nuevos estatutos a la Federación de Fútbol de Ceuta, e inscribió y federó a esta nueva entidad en julio de 1997: acababa de nacer la Asociación Deportiva Ceuta (A.D. Ceuta). A priori, la federación le indicó que, como nuevo club, debería de empezar de 0, pero tras una hábil maniobra consiguió que este nuevo equipo se hiciese con la plaza que el C. Ceutí Atlético poseía en tercera división, integrándose nuevamente el equipo en la S.D.U. África Ceutí.

## Temporada a temporada
| Categoría                  | Temporada | Puesto |
| -------------------------- | --------- | ------ |
| Preferente de Ceuta        | 1995-96   | 1.º    |
| Tercera división (Grupo X) | 1996-97   | 1.º    |

## Palmarés
Campeonatos
- Liga: Preferente de Ceuta: temporada 1995-96
- Liga: Tercera División (Grupo X): temporada 1996-97